# Erycina emmonsi
Erycina emmonsi är en musselart som beskrevs av Dall 1899. Erycina emmonsi ingår i släktet Erycina och familjen Lasaeidae. Inga underarter finns listade i Catalogue of Life.